# Embajada de España en Corea del Sur
La Embajada de España en Corea del Sur es la máxima representación legal del Reino de España en la República de Corea, comúnmente conocida como Corea del Sur. También está acreditada en República Popular Democrática de Corea o Corea del Norte (2006).

## Embajador
El actual embajador es Julio Herraiz España, quien fue nombrado por el gobierno de Pedro Sánchez el 1 de julio de 2025.

## Misión diplomática
En Corea del Sur existe una única representación diplomática de España ubicada en la capital del país, Seúl. Esta misión diplomática fue creada en 1973.

## Historia
El establecimiento de relaciones diplomáticas entre España y la República de Corea se remonta a marzo de 1950 cuando se nombró al primer representante español frente al gobierno surcoreano. España reconoció a Corea del Sur como único representante coreano, no teniendo relaciones diplomáticas con el régimen comunista de Corea del Norte hasta el año 2001. En 1962 las relaciones con Corea del Sur pasan a incluirse dentro de la demarcación de la Embajada de España en Japón. Finalmente en 1973 se creó la embajada residente en Seúl.

## Demarcación
En la actualidad la Embajada española en Corea del Sur incluye en su demarcación:
- Corea del Norte: las relaciones entre Corea del Norte y España se iniciaron formalmente relaciones diplomáticas con Pionyang desde el 7 de febrero de 2001 dependiente de la Embajada española en China. Las relaciones se canalizaron desde 2006 en régimen de acreditación múltiple desde la Embajada de España en Corea del Sur.